# Microdytes wewalkai
Microdytes wewalkai (лат.) — вид жуков-плавунцов рода Microdytes из подсемейства Hydroporinae (Dytiscidae). Длина около 2 мм. Юго-Восточная Азия: Китай, Лаос. Назван в честь австрийского колеоптеролога Günther Wewalka.

## Описание
Жуки мелких размеров; длина продолговато-овального тела около 2 мм. От близких видов отличаются следующими признаками: пронотум тёмно-коричневый до чёрного с поперечной красновато-коричневой полосой на каждой стороне; на задних тазиках грубые пунктуры. Надкрылья без вдавления на латеральной стороне. Образцы из Лаоса имеют две поперечные желтовато-красные отметины по обе стороны от середины переднеспинки, в то время как у образцов из Китая (Хайнань) она полностью чёрная, но других различий не наблюдалось.